# Dia Internacional do Orgulho LGBT
O Dia Internacional do Orgulho LGBT é uma data comemorativa em que se celebra mundialmente a cada 28 de junho, a partir das rebeliões de Stonewall de 1969, para reafirmar o sentimento de orgulho sobre as orientações sexuais e identidades de gênero tipicamente marginalizadas e reprimidas, visibilizando sua presença na sociedade e suas reivindicações, promovendo o acolhimento da diversidade sexual e de gênero. Em alguns países, coincide com a parada LGBT e outras festividades relacionadas com o movimento LGBT. Em algumas cidades, celebram-se também em «a semana do orgulho» e em «o mês do orgulho», que nem sempre coincidem com o Dia Internacional do Orgulho.
A noção básica do orgulho LGBT reside em que nenhuma pessoa deve se envergonhar do que é, seja qual for sua orientação sexual ou sua identidade de género. Surge como uma resposta política para diferentes mecanismos que o sistema tradicionalista utiliza contra quem se "desviam" da hétero-cisnormatividade: a vergonha, a exclusão e as agressões físicas e psicológicas que podem chegar até a morte da vítima. Desde um ponto de vista linguístico, o termo «orgulho» designa o amor próprio ou a estima que a cada pessoa tem de si mesma como merecedora de respeito ou consideração. Esta definição transmite a ideia de uma dignidade intrínseca que todo ser humano possui e que não deve se ver afetada por sua orientação sexual nem por sua identidade de gênero.
Existem outros dias internacionais relacionados com a comunidade LGBT+, em alguns casos oficiais, como o Dia Internacional contra a Homofobia, a Transfobia e a Bifobia (17 de maio), o Dia da Visibilidade Intersexo (26 de outubro), o Dia Internacional da Visibilidade Transgênero (31 de março), o Dia Internacional da Memória Transgênero (20 de novembro), o Dia da Celebração Bissexual (23 de setembro), no Dia Internacional das Pessoas Não Binárias (14 de julho), no Dia Internacional do BDSM (24 de julho), no Dia Internacional Drag (16 de julho), Dia Internacional da Assexualidade (6 de abril), Dia Internacional da Pansexualidade, entre outras. Há também datas regionais, como o Dia Nacional da Visibilidade Lésbica e o Dia de Homens Trans e Pessoas Transmasculinas, e outras relacionadas a cultura LGBT, como o dia de sair do armário e o Dia Internacional dos Pronomes.
Durante as datas, muitos exibem bandeiras do orgulho para simbolizar sua própria vivência e subjetividade ou, no caso de pessoas ou organizações aliadas ou amigáveis à causa, sinalizando apoio às coletividades e particularidades de pessoas LGBT. Apesar disso, muitos criticam o capitalismo arco-íris, no qual as corporações lucram performando apoio à causa.